# Obrnja
Obrnja (cyr. Обрња) – wieś w Bośni i Hercegowinie, w Republice Serbskiej, w gminie Kalinovik. W 2013 roku liczyła 17 mieszkańców.